# Tarrenz
Tarrenz – gmina położona na zachodzie Austrii, w kraju związkowym Tyrol, w powiecie Imst.

## Geografia
Tarrenz leży przy trasie z Imst na przełęcz Fernpass, w dolinie Gurglbach u ujścia potoku Salvesenklamm. Od północy i zachodu rozpościerają się Alpy Lechtalskie (w tym Rauchberg), od południowego wschodu góruje szczyt Tschirgant (2370 m n.p.m.). Doliną Gurglbach prowadzi droga krajowa nr 189 z Imst do Telfs, z rozgałęzieniem w stronę przełęczy Fernpass i dalej do Lermoos.

## Zabytki
W Tarrenz znajdują się m.in. następujące zabytki:
- Kościół pw. św. Ulryka (niem. Pfarrkirche zum hl. Ulrich) z 1503, z kaplicą św. Wita i cmentarzem
- Muzeum Regionalne (niem. Tarrenzer Heimatmuseum)
- Muzeum Karnawału (niem. Fasnachtsmuseum)

W pałacu Neustarkenberg, na zachód od miejscowości działa browar.